# Зебергед
Зебе́ргед (араб. جزيرة الزبرجد‎, остров св. Иоанна, Газират-Забаргад) — небольшой необитаемый скалистый остров в бухте Фол-Бей Красного моря. Находится в 60 км к юго-востоку от посёлка Беренис. Имеет площадь 4,5 квадратных километра. Это не вулканический остров, а, предположительно, поднявшаяся часть верхней мантии. Остров находится немного севернее тропика Рака, его самая высокая точка — 235 метров.

## История
У древних греков остров был известен как остров Топазос (Топазион), и у многих древних авторов встречаются упоминания о топазах, добываемых там.
Плиний (HN 37, 108) упоминает большой топаз, который был привезен в Египет в качестве подарка королеве Птолемея I Беренике I. Тем не менее, когда в 1900 году на Зебергеде были обнаружены древние раскопки, в них было найдено вместо ожидаемого топаза большое количество хризолита.

## Месторождение
На острове находится лучшее и самое известное месторождение хризолита, эксплуатирующееся с перерывами с глубокой древности и до нашего времени и знаменитое особо крупными кристаллами.

## Туризм
Остров находится недалеко от коралловых рифов, которые являются популярным местом для дайвинга среди туристов. Индустрия дайвинга и туризма в целом получила развитие на острове, что привело к строительству отелей и станций для подводного плавания. Пляжи довольно тихие и почти нетронутые застройкой. Тем не менее, большинство туристов едут на этот остров в качестве «остановки» перед поездкой на Роки-Айленд на юге.